# SOR EBN 10.5
SOR EBN 10.5 — электробус на базе SOR BN 12, выпускаемый чешской компанией SOR Libchavy с 2010 года. Разработка началась в 2008—2009 годах, электрооборудование поставляется фирмой Cegelec.

## Дизайн
Шасси электробуса взято от модели SOR BN 12. Оно укорочено на 1500 мм. Длина электробуса составляет 10370 мм, ширина составляет 2525 мм. Напряжение аккумулятора составляет 400 вольт.
Заряд аккумулятора занимает 8 часов. Модель оснащена электродвигателем TAM 1052C6B фирмы Pragoimex.

## Производство
Прототип электробуса SOR EBN 10.5 был представлен в начале июня 2010 года. Испытания с пассажирами начались 2 августа 2010 года.
Значительная часть электробусов SOR EBN 10.5 эксплуатируется в Чехии, Германии и Словакии.

## Галерея

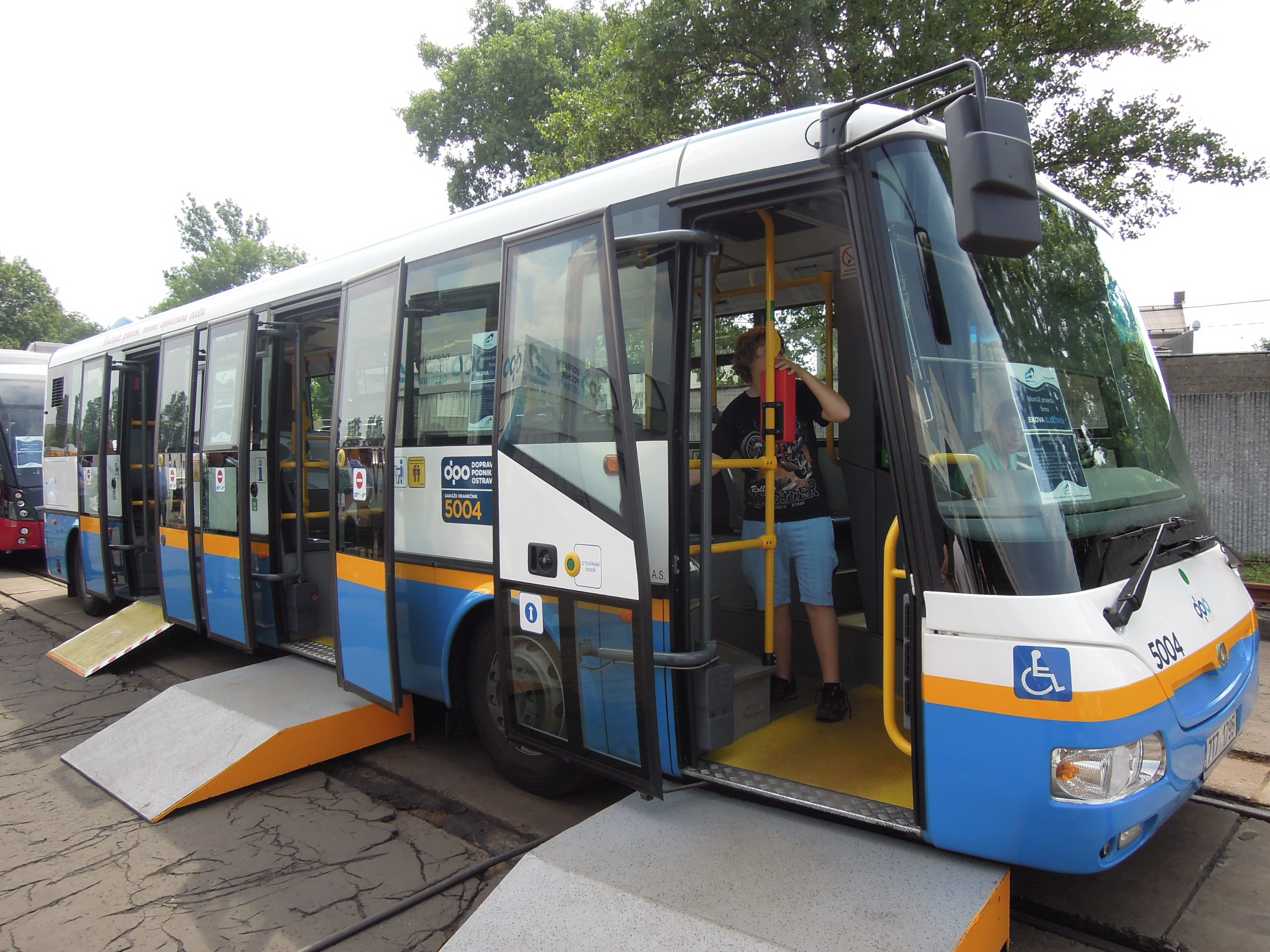
SOR EBN 10,5 в Остраве
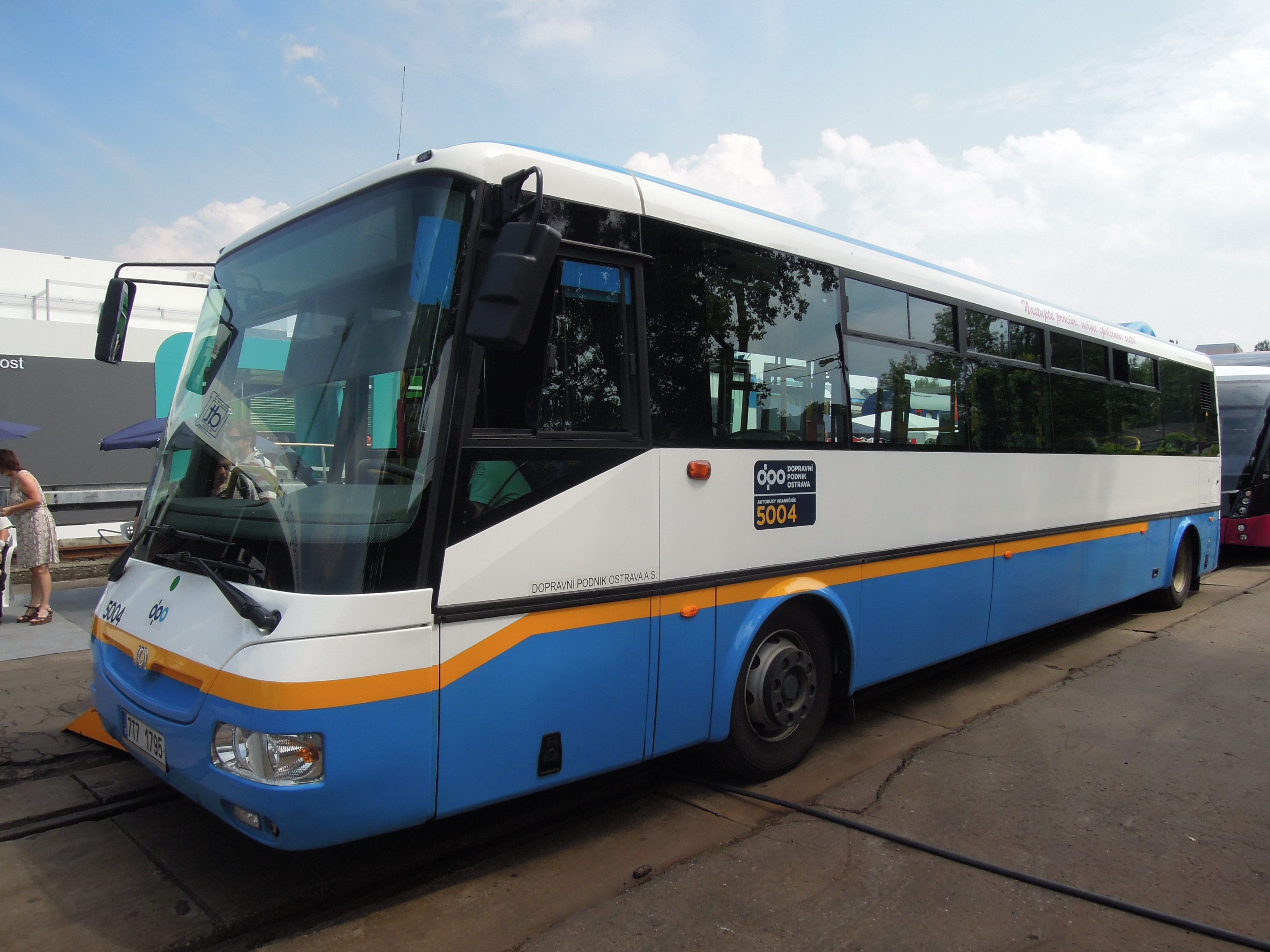
Вид слева
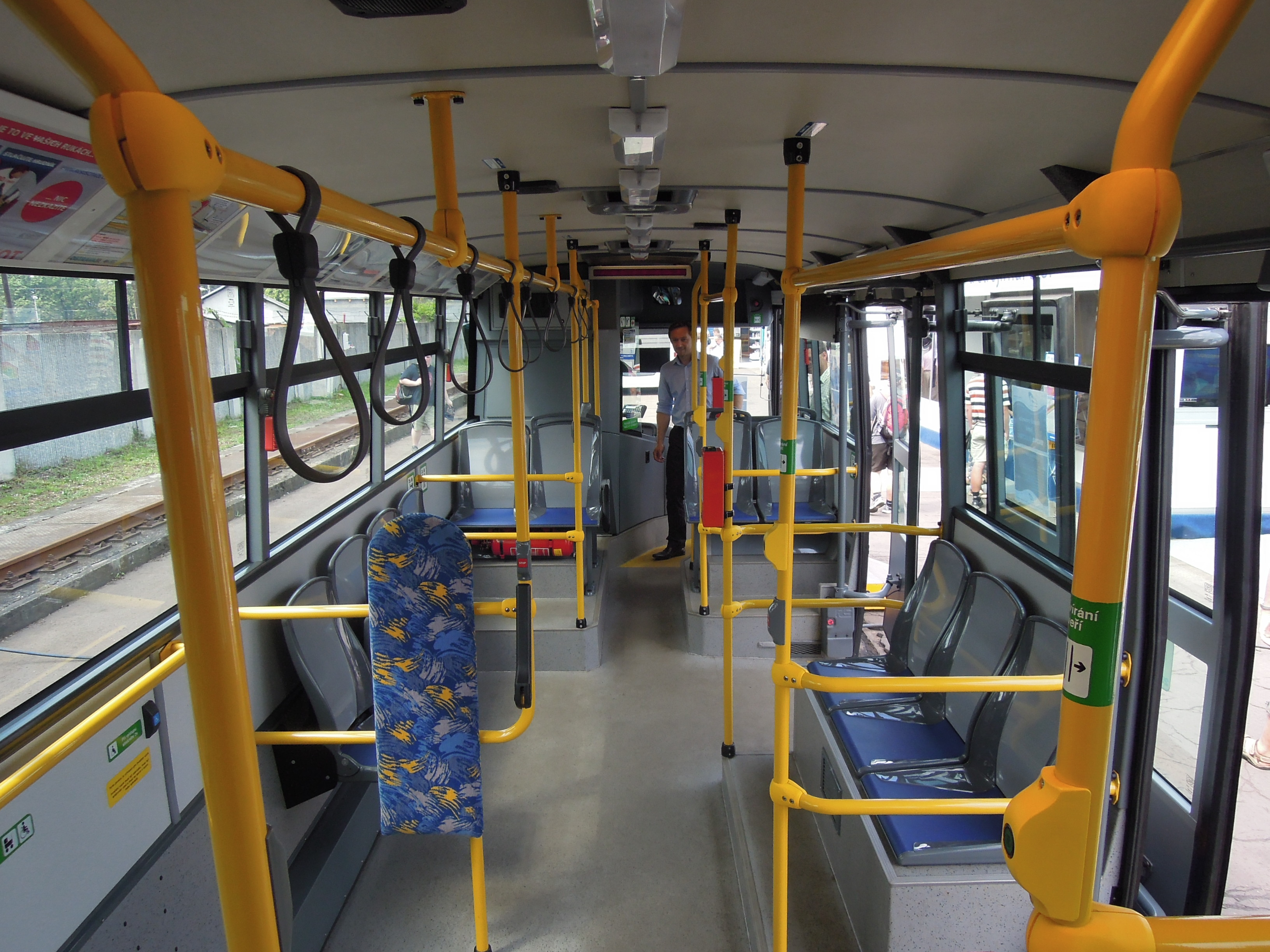
Салон, вид вперёд